# 民航大学车辆段
民航大学车辆段位于天津市东丽区津滨高速，为天津地铁四号线的车辆段。附近有新兴村站。